# Vampire Knight
Vampire Knight (яп. ヴァンパイア騎士, кириліз.: Вампаїа Найто) — манґа авторства Мацурі Хіно та зняте за нею аніме. В Японії манга Vampire Knight вперше була опублікована в січні 2005 року в журналі LaLa, а в Північній Америці поступила в продаж у червні 2006 в журналі Shojo Beat. Перша серія екранізації вийшла 7 квітня 2008 року на каналі TV Tokyo. Загалом планується показати 26 серій по 24 хвилини.

## Сюжет
Дія «Vampire Knight» відбувається в Академії Крос, престижному приватному навчальному закладі з незовсім звичайними класами. В Академії Крос два відділення: Денне і Нічне. На Денному вчаться звичайні люди, а учні Нічного вважаються елітою. Студенти Денного класу і їх викладачі не знають, що насправді всі учні Нічного класу — вампіри. Головна героїня, Юкі Крос, вихованка директора Академії. Разом із Зеро Кірію — іншим вихованцем директора Крос і спадкоємцем клану мисливців на вампірів — вона, як староста, повинна стежити за порядком в Академії, по можливості не допускати контактів між Нічним і Денним класами, зберігаючи при цьому таємницю вампірів.

## Вступ
Вампіри в Vampire Knight розділені на категорії. Вони можуть мати інтимні стосунки між собою, а також з людьми. Відомо, що вампіри старіють, але набагато повільніше за людей. Вампіри є нічними створеннями, тому не люблять денне світло, але воно не завдає їм шкоди. Так само їм не шкодять традиційні види зброї проти вампірів: хрести, часник, свята вода тощо. Вампіри схрестилися з людьми для збільшення чисельності власного виду. Тим самим вони створили суспільство, в якому рівні розподіляються в залежності від чистоти крові:
- Рівень А — чистокровні. Меншина, але його представники є найсильнішими вампірами. Тільки укус чистокровного може обернути людину у вампіра.
- Рівень B — благородні (або аристократи). Володіють великою силою, але куди слабкіше чистокровних. Майже всі учні Нічного класу Академії Крос — аристократи або чистокровні.
- Рівень С — звичайні вампіри. Є найбільшою групою.
- Рівень D — вампіри, які колись були людьми. Невелика група, оскільки звернення заборонене, а право на це мають лише вампіри рівня A.
- Рівень Е — найнижчий рівень. Ця група відокремлена від інших, тому що в ній перебувають вампіри, які раніше були людьми, але зараз втратили розум. Вважається, що всі обернені вампіри рано чи пізно впадуть до цього рівня, тому що ніколи не зможуть жити з інстинктами вампіра.

Вампіри, що збожеволіли і розпочали безцільні вбивства (не тільки категорії Е) потрапляють в списки мисливців на вампірів.

## Персонажі

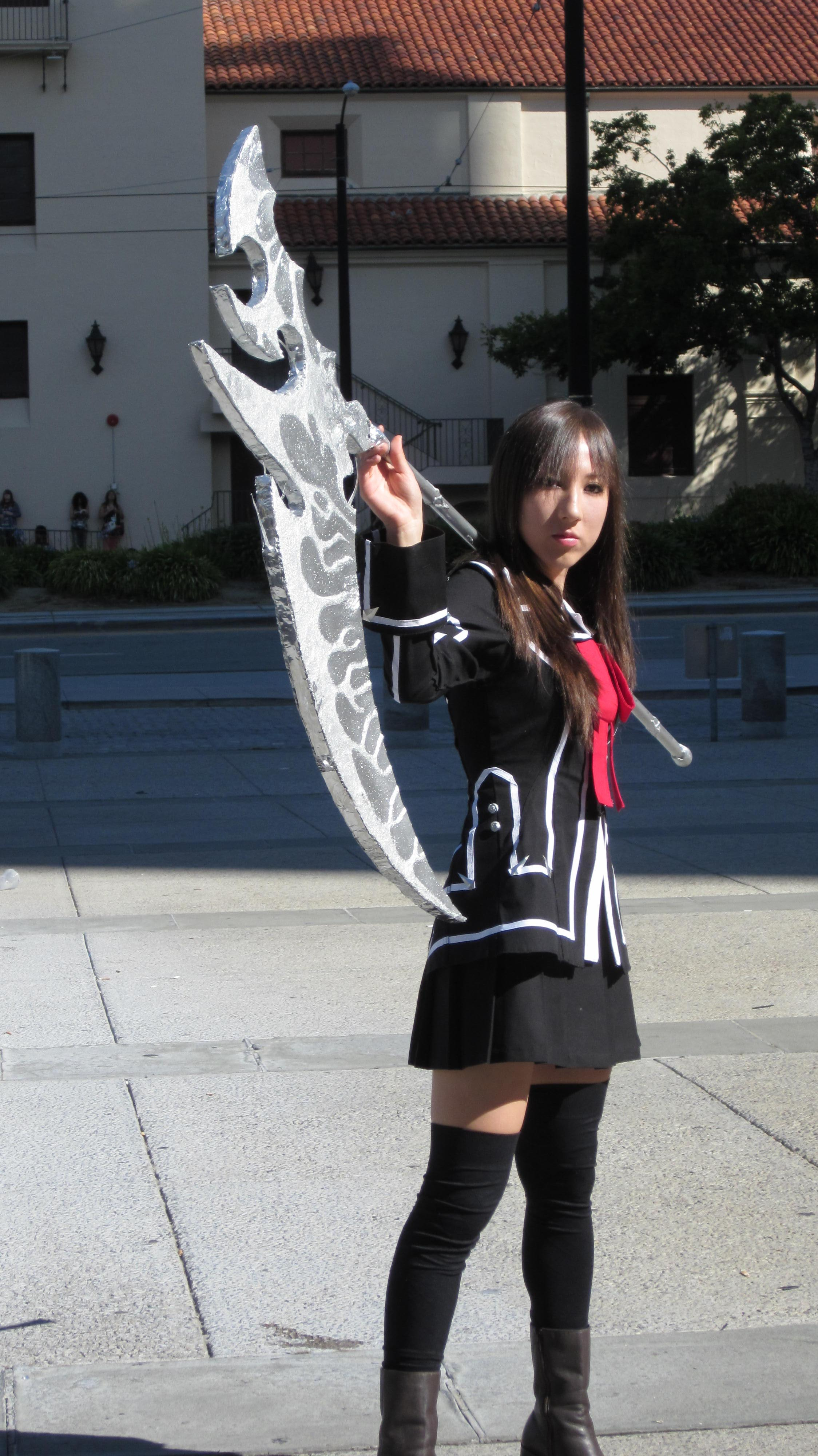
Юкі Кросс косплей

### Денний Клас
- Юкі Крос (яп. 黒主優姫 Куросу Юкі) — прийомна донька директора Академії Крос. Юкі — член дисциплінарного комітету школи, також є, разом з Зеро, однією зі Старост. Але це лише прикриття для Вартових, які захищають учнів Денного класу від Нічного, а також зберігають таємниці Нічного класу від інших людей. За десять років до початку подій «Vampire Knight» на Юкі напав вампір, але Канаме убив його, врятував Юкі і привів її до директора Крос. Юкі нічого не пам'ятала про своє життя до цієї події і так і залишилася у директора, ставши його прийомною донькою. Юкі дуже прив'язана до Канаме і готова на все заради нього, «навіть якщо буде зраджена». В той же час в ній живе якийсь страх перед ним, тому що він теж вампір, як і той, що напав на неї. Також Юкі пов'язана сильною дружбою із Зеро. З самого моменту його появи в її житті вона хотіла йому допомогти і підтримати його. Вона має до нього почуття і тому дозволяє йому пити її кров, сподіваючись тим самим врятувати його від божевілля. Юкі весела і безтурботна, а завдяки роботі Вартової вона здатна триматися в найнепередбачуваніших ситуаціях. Так само можна сказати, що вона особлива, оскільки її кров приваблює вампірів сильніше, ніж чиясь інша. Її вибір зброї пав на «Artemis» — жердину, яку дав їй Директор Академії Крос.
 Після 35 глави манги ми також дізнаємося, що Юкі — рідна сестра Канаме, народжена, щоб стати його дружиною (у чистокровних вампірів дозволений шлюб між рідними братами і сестрами, щоб не розріджувати кров, мати і батько Юкі і Канаме теж були рідним братом і сестрою). Її існування тримали в таємниці, щоб зберегти її, але таємницю викрили, і її стрий Канаме Рідо прийшов, щоб забрати Юкі. Намагаючись її врятувати загинув батько, а мати, пожертвувавши собою, подавила в Юкі вампірську суть, щоб вона могла жити як звичайна дівчинка. Проте Рідо повертається, щоб закінчити почате, і Канаме доводиться повернути Юкі пам'ять, зробивши її вампіром. Після 38 глави стає відомо, що Канаме все-таки не рідний брат Юкі, а предок роду Куран, розбуджений Рідо (Рідо — його Майстер, тому Канаме не може його убити).
- Зеро Кірію (яп. 錐生 零 Кірію Зеро) — друг дитинства Юки, він так само є Вартовим Академії Крос і перебуває в дисциплінарному комітеті. Юкі з самого дитинства постійно піклувалася про нього, підбадьорюючи його і намагаючись розвеселити. Сім'я Зеро, клан мисливців за вампірами була вбита чистокровним вампіром Шидзукою Хіо, коли він був ще дитиною. З тієї миті Зеро ненавидить всіх вампірів і вважає, що всі вони кровожерливі монстри під маскою людей і повинні померти. Крім того, під час нападу на його сім'ю, він був укушений Шидзукою (чистокровним вампіром) і обернений, що означає, рано чи пізно він закінчить як вампір рівня Е. Тіло Зеро не сприймає кров'яні пігулки, які приймають більшість вампірів, щоб усмирити спрагу. Кров Юкі допомагає йому знаходитися в здоровому глузді, але дуже мало шансів, що це врятує його від падіння до рівня Е. Це могла зробити тільки кров Шидзуки, проте вона в ході сюжету манги була вбита. Зеро переживає почуття до Юкі і одного разу ледь не поцілував її.
 Зброя Зеро — «Bloody Rose» — пістолет, який дав йому Директор Крос. Заряджений особливими «противампірними» кулями. Зеро взяв з Юкі обіцянку, що якщо він впаде до категорії Е, вона власноручно застрелить його з цього пістолета. У Зеро є брат-близнюк Ічіру.
- Сайорі (Йорі) Вакаба (яп. 若葉沙頼 Вакаба Йорі) — сусідка по гуртожитку і найкраща подруга Юкі. Вона одна з небагатьох дівчаток, яких не цікавить Нічний Клас. Вона вважає їх трохи страшними і вважала за найкраще спілкуватися з учнями з Денного Класу.

### Нічний Клас
- Канаме Куран (яп. 玖蘭枢 Куран Канаме) — чистокровний вампір, батьки: Харука і Юурі(Дзюрі). Він врятував Юкі від вампіра, який напав на неї, коли їй було шість років. Канаме є президентом Нічного Класу і комендантом їх гуртожитку, його бояться і поважають решта учнів Нічного Класу. Він завжди холодний і відчужений зі своїми однокласниками, але добрий і ніжний з Юкі. Він усіляко піклується і оберігає її з тих пір, як врятував. Він навіть говорить Зеро, що дозволяє йому жити лише тому що йому хочеться, щоб поряд з Юкі завжди хтось був і захищав її, поки його самого немає поряд. Одного разу Канаме запитав Юкі, чи не хотіла б вона стати вампіром, проте отримавши відповідь «так», не став цього робити. Дещо ревнує її до Зеро, тому що той торкається до неї і п'є її кров.
Він знає чистокровного вампіра, який обернув Зеро, Шідзуку Хіо. Пізніше він вбиває її, перед цим випивши її кров (можливо для того, щоб збільшити свою силу), не зважаючи на те, що це табу. Проте провина за цей злочин лягла на плечі Зеро. Тільки Айдо і Зеро знають правду про цей інцидент. Кінець кінцем Канаме рятує Зеро від страти за вбивство Шідзуки, пішовши тим самим проти волі Ради Старійшин. Він робить це, тому що Юкі не перенесла б смерті Зеро. Після 38 глави стає відомо, що Канаме не рідний син Харуки і Юурі. Він — предок їх роду, розбуджений Рідо (мета, з якою він поселився в їх сім'ї під ім'ям їх сина, поки невідома).
- Такума Ічіджоу (яп. 条拓麻 Ічіджоу Такума) — віце-президент Нічного Класу, він вампір вищого рівня, володіє практично такою ж силою як і Канаме, з яким має дружні стосунки. Він спавляє дуже добре враження і, на відміну від інших вампірів, його не оточує похмура атмосфера, тому він більше схожий на людину. Найбільше він любить читати мангу. Так само він знає про те, що Канаме врятував Юкі, коли вона була маленькою. Якось він навіть запитав, чому вона більше не ставится до Канаме так, як ставилася до нього в дитинстві. Його дід — Голова Ради Старійшин, дуже старий і могутній вампір. На відміну від більшості учнів Нічного Класу, він — один з небагатьох, кому подобається Юкі.
- Айдо «Ідол» Ханабуса  (яп. 藍堂英 Ханабуса Айдоу) — Вампір-аристократ. Дівчата з Денного Класу дали йому прізвисько «Ідол» (співзвучно з японською вимовою англійського «Idol»). Разом з його кузеном Акацукі Каіном, він відомий як «права рука Канаме-сама». Дуже поважає і любить Канаме. Як і Юкі, вирішив, що залишиться вірний йому, «навіть якщо його зрадять». У дитинстві вони з Канаме не порозумілися, проте після зустрічі на похоронах батьків Канаме, Айдо вирішив стати найвірнішим його захисником. Він має здатність керувати льодом, а на це здатні лише вампіри вищого рівня. Знає, що Зеро вампір, але це його не турбує. Айдо здається веселим і доброзичливим, але може вмить змінитися і стати холодним і мстивим. Він не любить Юкі, але йому подобається смак її крові, а до Канаме він допускає її лише через те, що той піклується про неї. Колись він спробував її кров, облизавши рану, і намагався напасти на неї, але Зеро зупинив його.
- Шікі Сенрі (яп. 支葵千 Сенрі Шикі) — один з наймолодших студентів Нічного Класу. Працює моделлю разом з Рімою Тоєй. Має до Ріми ніжні почуття. Дружить з Такумою Ічіджоу і дуже любить пити його кров. Його батько — чистокровний вампір (Рідо Куран), а дядько його матері — член Ради.
- Каін Акацукі (яп. 架院暁 Акацукі Каін) — Його можна часто бачити разом з Аідо. Він ставиться до всього безтурботно, тому вони з Аїдо часто потрапляють в неприємності. Його прізвисько «Дикий», хоча він набагато меланхолійніше, ніж Аідо. Має звичку звинувачувати у всіх бідах інших вампірів, особливо Аідо, щоб уникнути відповідальності, але в результаті завжди отримує покарання. Він неймовірно проникливий і уважний до почуттів інших, особливо до Аїдо і Руки.
- Рука Соен (яп. 早園瑠佳 Соен Рука) — дівчина-вампір. Також ім'я може вимовлятися як Люка. Користується особливою популярністю у учнів Денного Класу. Є одним з найвірніших захисників Канаме. Вона, здається, не любить Зеро, тому що Канаме визнає його, і їй дуже гірко від того, яке місце займає Юкі в серці Канаме, бо її почуття до Канаме дуже глибокі. Оскільки у вампірів вважається, що якщо один вампір вип'є кров іншого, то вони закохаються один в одного, Рука часто пропонує Канаме свою кров. Рука переживала почуття до Канаме, але він не відповідав на них і лише один раз пив її кров, щоб утамувати спрагу.
- Ріма Тоя (яп. 遠矢莉磨 Тооя Ріма) — одна з наймолодших студенток Нічного Класу. Працює моделлю разом з Шікі. Вони завжди разом і, коли Шікі виїжджає на канікули додому, Рима дуже хвилюється за нього. Вона також однією з перших відчує зміни, що трапилися з Шікі, коли в нього вселився Рідо. Не побоялася наказати останньому забиратися і вступила з ним в сутичку, проте виявилася заслабка, щоб перемогти. Була врятована Такумою.
- Сейрен (яп. 星煉 Сейрен) — студентка Нічного Класу. Є неофіційним охоронцем Канаме. Вона перша, хто перегороджує шлях будь-якій загрозі (наприклад, Зеро що направив пістолет на Канаме, коли той обійняв Юкі).

### Інші Персонажі
- Директор Кайєн Крос (яп. 黒主理事長 Куросу Рідзіте) — прийомний батько Юкі, директор Академії Крос і колишній мисливець на вампірів. Весь час ховає свою шию. Мрія директора Кросу — це взаємопорозуміння між вампірами і людьми. Створення Нічного Класу допомагає здійсненню цієї мрії. Іноді дитиніє і стає надмірно експресивним, проте чудово розбирається в своєму ремеслі і уміє бути серйозним в потрібні моменти.
- Тога Ягарі (яп. 夜刈十牙 Ягарі Тога) — мисливець на вампірів. Раніше був вчителем Зеро та Ічіру. Багато років тому він втратив око, рятуючи Зеро від вампіра. Якийсь час був вчителем етики Нічного класу в Академії Крос. Продовжує піклуватися про Зеро, хоч і робить це вельми своєрідно. Коли Рада Старійшин засуджує Зеро до смерті за вбивство Сидзуки, Ягарі — єдиний, хто виступив з протестом. Він залишає Зеро пістолет, щоб той міг з честю застрелитися, якщо у нього закінчаться сили триматися і почнеться падіння до рівня Е.
- Шізука Хіо (яп. 緋桜閑 Хіо Шізука) — чистокровна упирка, яка покусала Зеро. Навіть її наближені вампіри бояться знаходиться поряд із нею. Також вона відома як Принцеса сакури «несезонного цвітіння» («Mad Blooming Princess»), це прізвисько було дане їй наближеними. Вампір, якого вона любила (колишня людина, яка пообіцяла не впасти до рівня E), був убитий мисливцем за вампірами Кірію, хоча він ще не опустився до рівня Е. Щоб помститися вона напала на сім'ю Кірію, убила батьків і обернула Зеро у вампіра, а його брат-близнюк Ічіру пішов разом з нею і став її людиною-слугою. За словами Шізуки, Ічіру — єдиний, кого вона просто не змогла обернути на вампіра. Її кров могла зупинити падіння Зеро до рівня E, але вона була вбита Канаме. Канаме обіцяв їй перед смертю, що її смерть не буде марною і той, кого вона так сильно ненавиділа, той, хто грав з долями Чистокровних, буде знищений.
- Ічіру Кірію (яп. 錐生壱縷 Кірію Ічіру) — брат-близнюк Зеро. У дитинстві їх навчав Тога Ягарі. Ічіру не володів тими здібностями, якими володів його брат, і крім того був дуже хворобливим. Зеро і Ічіру були дуже близькі в дитинстві, але після того, як Ічіру зрозумів що йому ніколи не зрівнятися з братом, і випадково почув, що батьки вважають за найкраще зробити спадкоємцем клану Зеро, а не його, зненавидів брата. Коли Шізука напала на їх сім'ю, залишився єдиним, кого вона не чіпала. Пішов разом з нею і став її слугою. Шізука ділилася з ним кров'ю, від чого природна хворобливість Ічіру пропала. Дуже сильно любив Шізуку і важко переживає її смерть. Приєднався до Рідо після того, як той пообіцяв, що винні в смерті Шізуки помруть.
- Марія Куренай (яп. 紅まり亜 Куренай Марія) — дуже далека родичка Шізуки Хіо. Погодилася надати Шізуці своє тіло, тому що та пообіцяла зробити його сильніше і витриваліше, а Марія від природи відрізнялася слабким здоров'ям. Дуже сором'язлива і слухняна дівчина, проте це поєднується в ній з великою емоційністю. Після смерті Шізуки Марія повернулася до сім'ї, але перед цим вона попросила Юкі передати Ічіру, що вона хотіла б ще раз побачити його.
- Асато Ічіджю (яп. 条麻遠 Ічіджу Асато) — («Перший Старійшина») — дід Такуми і Голова Ради Вампірів. Канаме якийсь час жив у нього після смерті батьків. Асато хотів усиновити його, але Канаме відмовився. Ічіджю дозволив онукові відвідувати Академію, щоб той стежив за Канаме. Дуже підступний і розважливий. Бажав би бачити на чолі клану Куранов Рідо, а не Канаме.
- Сара Ширабукі — чистокровна вампірка, спадкоємиця клану Ширабукі. З дитинства знайома з Канаме. Вважає, що чистокровні повинні триматися разом і чудово розуміє, як складно Канаме серед звичайних вампірів і людей.
- Харука Куран — чистокровний вампір, батько Юкі і прийомний батько Канаме. Пацифіст, брати участь в справах Ради Старійшин не хотів. Здогадувався про плани Рідо відносно його дітей, тому народження Юки було таємним для всіх. Довгий час стримував мініармію Рідо, проте врешті решт загинув.
- Юрі (Джюрі) Куран — чистокровний вампір, мати Юкі і прийомна мати Канаме. Пожертвувала власним життям, щоб перетворити Юкі на людину і дати їй шанс прожити нормальне життя.
- Рідо Куран — дядько Юкі, старший брат Харукі і Юрі, батько Сенрі Шікі. Дуже властолюбний і підступний. Має власну міні-армію з вампірів категорії Д. Майстер, що збудив Канаме від сну. Колись був сильно поранений Канаме при спробі напасти на Юкі (в результаті тих подій загинули батьки Юкі, а сама вона стала людиною). Довго відновлювався, і не втратив здатність переселятися в чуже тіло. Таким чином вселився в тіло свого сина Шікі й вирушив до Академії Крос за Юкі. До нього прилучився Ічіру Кірію, після того, як Рідо пообіцяв, що винні в смерті Шізуки помруть. Канаме дав йому свою кров, після чого його тіло швидко відновилося. Почав атаку на Академію.

## Медіа

### Аніме

#### Список серій аніме
| Номер | Назва серії аніме                                                              | Дата трансляції |
| ----- | ------------------------------------------------------------------------------ | --------------- |
| 1     | Ніч Вампірів Night of the Vampire / Vampire no Yoru                            | 8 квітня 2008   |
| 2     | Спогади крові Memories of Blood / Chi no Kioku                                 | 15 квітня 2008  |
| 3     | Ікла розкаяння Fang of Repentance / Sange no Kiba                              | 22 квітня 2008  |
| 4     | Почуття Провини Beast's Claw of Conviction / Danzai no Juutsume                | 29 квітня 2008  |
| 5     | Бенкет під Місяцем Feast in the Moonlight (Sabbath)/ Gekka no Kyouen (Sabbath) | 6 травня 2008   |
| 6     | Їх вибір Their Choice / Arera no Sentaku                                       | 13 травня 2008  |
| 7     | Яскраво-Червоний Лабіринт Scarlet Labyrinth / Hiiro no Meikyuu                 | 20 травня 2008  |
| 8     | Постріл Засмучення Gunshot of Lamentation / Nageki no Juusei                   | 27 травня 2008  |
| 9     | Очі Кольору Крові Crimson Eyes / Kurenai no Shisen                             | 3 червня 2008   |
| 10    | Принцеса Темряви Princess of Darkness / Yami no Hime                           | 10 червня 2008  |
| 11    | Вартість Бажання Compensation of Desire (Deal) / Nozomi no daishou (diiru)     | 16 червня 2008  |
| 12    | Клятва Чистокровних Pure-Blood Oath / Junketsu no chikai                       | 23 червня 2008  |
| 13    | Темно-Кривавий Ланцюг Deep Crimson Chain / Shinku no kusar                     | 30 червня 2008  |

## Музика
Опенінг: 

«Futatsu no Kodou to Akai Tsumi», ON/OFF 

«Rinde Rondo», ON/OFF 

Ендінг: 

«Still doll», Kanon Wakeshima
«Suna no oshiro ni», Kanon Wakeshima